# チオニン
チオニン(Thionine)または(2Z, 4Z, 6Z, 8Z)-チオニンは、9原子からなる不飽和複素環であり、硫黄が炭素に置き換わっている。部分的な芳香族性を持つ。